# Enrichissement illégitime
Pour un article plus général, voir Enrichissement sans cause.
Ne doit pas être confondu avec Appropriation illégitime.
L'enrichissement illégitime est une règle suisse permettant d'exiger la restitution d'une somme reçue indument par une autre personne. Il est prévu aux articles 62 à 67 du Code des obligations.